# Бадер Наталія
Наталія Бадер (*13 квітня 1981, м. Секешфегервар) — українська акторка, модель та підприємиця, засновниця компанії Foodtherapy. 
Її акторська кар'єра перейшла на новий рівень після затвердження на роль Каті у повнометражному фільмі «Мій дідусь — Дід Мороз».

## Біографія
Народилася у сім'ї військовослужбовця 13 квітня 1981 року в Угорщині у місті Секешфегервар. У 1986 році батьки повернулися до Києва, де в 1988 році Наталія пішла в 274 школу. Після 3-х класів її сім’я переїхала до Німеччини у місто Фюрстенвальде 1991-1994. За обов’язком служби її батьки знову повернулися до України, де Наталія закінчила 267-у школу у 1998 році. У 2000 році вступила до Економіко-технологічного Університету на економічний факультет за спеціальністю облік та аудит, випуск 2005. 
З 15 років працювала моделлю в агентстві «Карін» під керівництвом Влади Литовченко.
У 25 років одружилася і народила доньку Дашу, через 3 роки розлучилася. У 31 почала жити цивільним шлюбом і народила сина Віктора.
В 36 років створила компанії Foodtherapy, яка займається оздоровленням організму і виробництвом власних сиродавлених олій.

## Фільмографія

### Акторка
Повнометражні фільми
- «Мій дідусь — Дід Мороз» (2020)

Короткометражні фільми
- «The Coin» (2016)

Телебачення
- Т/с «Реальна Містика», 4 сезон, другий план (2016)
- Т/с «Ка$та» (2012)

Реклами
- «Аерофлот» (2012)
- «Мягков» (2011)
- «Президент» (2010)

### Модель
- Журнал "L’officiel", Latvia 🇱🇻 (2020)
- Журнал "Fashion Guide" (2017)
- Журнал "Travel News" (2016)